# Александер Любомирський

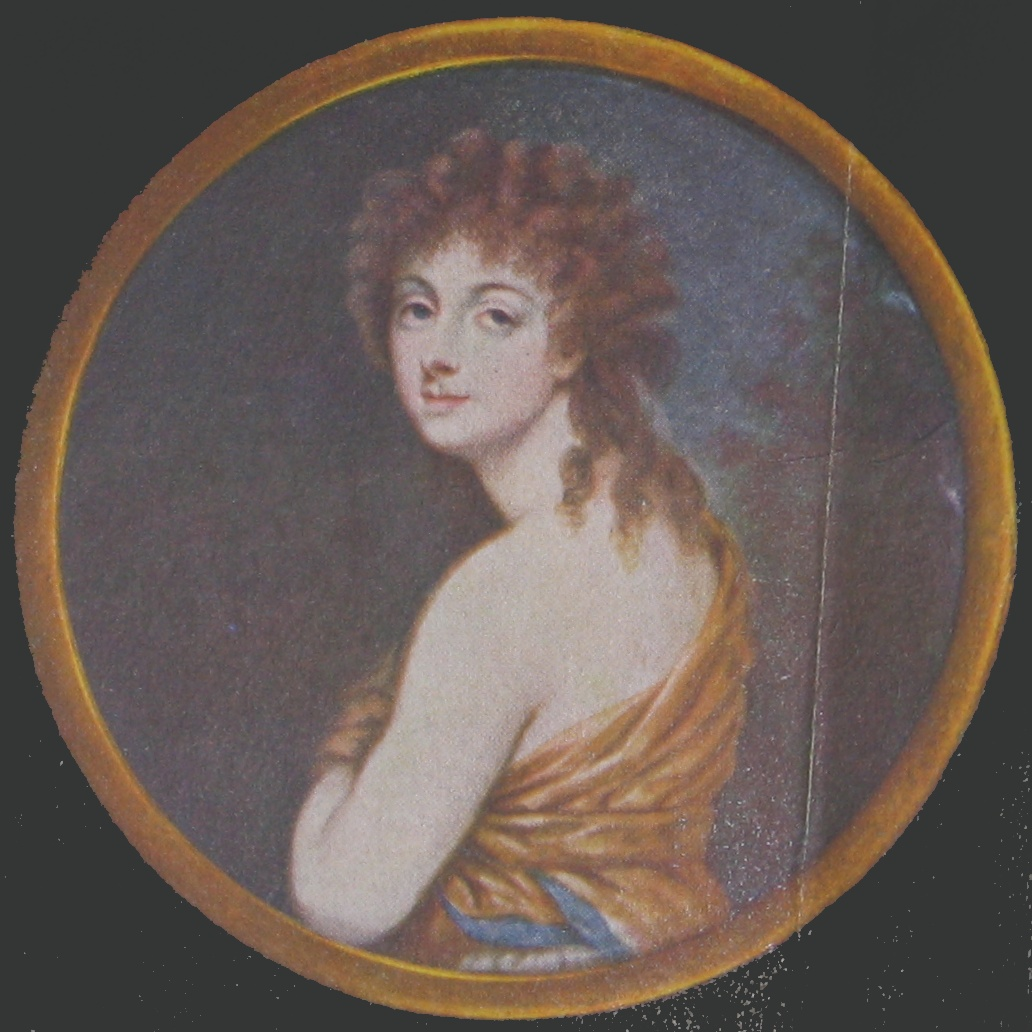

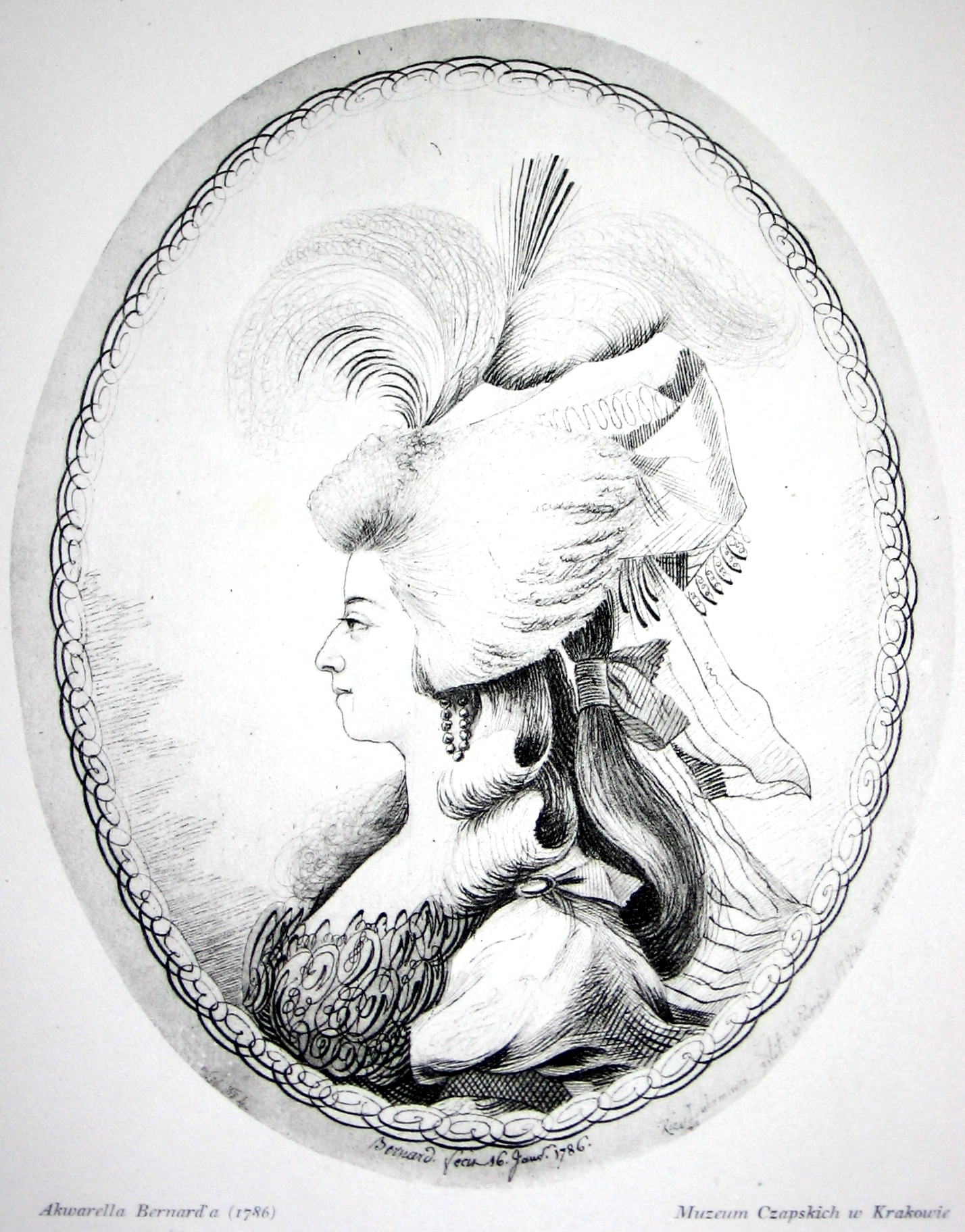

Олександр Любомирський або Александер Любомирський (польск. Aleksander Lubomirski) (1749/1751 Київ — 14.08.1804 Відень / 1808) — польсько-український князь і магнат, державний діяч. Київський каштелян у 1785—1790 роках, генерал французьких військ. Нащадок українських князів Вишневецьких, з їх бічної лінії княжого роду Любомирських.
Власник «Опольського ключа» Люблінського воєводства Республіки Польщі. Син воєводи київського Станіслава Любомирського та його дружини — доньки великого литовського стражника Антона Потія (Антонія Поцея) Людвіки. .
Дружина — Розалія Ходкевич (*16 вересня 1768, Чорнобиль — 30 червня 1794, Париж) — середня з трьох доньок Яна Миколая Ходкевича та його дружини Людвіки з Жевуських; шлюб 1787 року. В Ополі перебувала рідко, більшість часу — у Варшаві, мандрівках Європою. Під час 4-річного сейму мала славу однієї з найкращих жінок. Прихильниця князя Юзефа Понятовського. Брала участь в контрреволюційній діяльності у Франції. Донька — Олександра, миропомазана Розалія; дружина Вацлава «Еміра» Жевуського.

## Нагороди
- Кавалер Ордена Святого Людовіка
- Кавалер Ордена Святого Станіслава (1776)
- Кавалер Ордена Білого орла (1787)